# Kang Mi-Reu
Kang Mi-Reu (16 de febrero de 2002) es una deportista surcoreana que compite en taekwondo. Ganó tres medallas en el Campeonato Asiático de Taekwondo entre los años 2021 y 2024.

## Palmarés internacional
| Campeonato Asiático | Campeonato Asiático       | Campeonato Asiático | Campeonato Asiático |
| Año                 | Lugar                     | Medalla             | Categoría           |
| ------------------- | ------------------------- | ------------------- | ------------------- |
| 2021                | Beirut (Líbano)           | Medalla de plata    | –46 kg              |
| 2022                | Chuncheon (Corea del Sur) | Medalla de oro      | –46 kg              |
| 2024                | Đà Nẵng (Vietnam)         | Medalla de bronce   | –46 kg              |